# XIVe siècle en musique
| \| • Retour à la chronologie générale de la musique populaire • \| |
| XXIe siècle • XXe siècle • XIXe siècle • XVIIIe siècle XVIIe siècle • XVIe siècle • XVe siècle • XIVe siècle XIIIe siècle • XIIe siècle • XIe siècle • Xe siècle IXe siècle • VIIIe siècle • Haut Moyen Âge • Rome • Grèce |
| • Retour à la chronologie générale de la musique populaire • |

| • Retour à la chronologie générale de la musique populaire • |

| Années de la musique populaire : 1297 - 1298 - 1299 - 1300 - 1301 - 1302 - 1303    |
| Décennies de la musique populaire : 1270 - 1280 - 1290 - 1300 - 1310 - 1320 - 1330 |

## Événements
- 1323-1340 : le compositeur Guillaume de Machaut devient chapelain et secrétaire du futur roi Jean de Luxembourg[1]. Il est à Reims à partir de 1340[2]. Après la mort du roi Jean Ier de Bohême en 1346, il entre au service du futur roi de France, Charles V.

- Ars nova, traité théorique sur la musique de Philippe de Vitry[3].

- Apparition du clavecin.

## Décès
- Guillaume de Machaut (v. 1300-1377), compositeur et poète français.